# Municipio de Breckenridge (condado de Jackson)
El municipio de Breckenridge (en inglés: Breckenridge Township) es un municipio ubicado en el condado de Jackson en el estado estadounidense de Arkansas. En el año 2010 tenía una población de 478 habitantes y una densidad poblacional de 3,74 personas por km².

## Geografía
El municipio de Breckenridge se encuentra ubicado en las coordenadas 35°26′16″N 91°13′5″O / 35.43778, -91.21806. Según la Oficina del Censo de los Estados Unidos, el municipio tiene una superficie total de 127.71 km², de la cual 127,66 km² corresponden a tierra firme y (0,04 %) 0,05 km² es agua.

## Demografía
Según el censo de 2010, había 478 personas residiendo en el municipio de Breckenridge. La densidad de población era de 3,74 hab./km². De los 478 habitantes, el municipio de Breckenridge estaba compuesto por el 85,77 % blancos, el 4,18 % eran afroamericanos, el 0,42 % eran amerindios, el 8,79 % eran de otras razas y el 0,84 % eran de una mezcla de razas. Del total de la población el 14,23 % eran hispanos o latinos de cualquier raza.